# Formação Tendaguru
A Formação Tendaguru, ou Leitos Tendaguru, é uma formação altamente fossilífera e um Lagerstätte localizado na região de Lindi, no sudeste da Tanzânia. A formação representa a unidade sedimentar mais antiga da Bacia de Mandawa, sobrepondo-se ao embasamento neoproterozoico, separada por um longo hiato e discordância. Atinge uma espessura sedimentar total de mais de 110 metros. A formação varia em idade do Jurássico Médio tardio ao Cretáceo Inferior, do Oxfordiano ao Hauteriviano, com a base da formação possivelmente se estendendo até o Caloviano.
É subdividida em seis membros, do mais antigo ao mais recente: o Membro Dinossauro Inferior, o Membro Nerinella, o Membro Dinossauro Médio, o Membro Indotrigonia africana, o Membro Dinossauro Superior e o Membro Rutitrigonia bornhardti-schwarzi. A sucessão compreende uma sequência de arenitos, folhelhos, siltitos, conglomerados com calcários oolíticos menores, depositados em um ambiente geral de planície marinha rasa a costeira, caracterizado por influência de maré, fluvial e lacustre, com um depósito de tsunami ocorrendo no membro Indotrigonia africana. O clima do Jurássico Superior e do Cretáceo Inferior era semiárido, com chuvas sazonais, e o nível do mar eustático estava subindo no Jurássico Superior a partir de níveis baixos no Jurássico Médio. Reconstruções paleogeográficas mostram que a área de Tendaguru estava localizada no hemisfério sul subtropical durante o Jurássico Superior.
A Formação Tendaguru é considerada o estrato mais rico do Jurássico Superior na África. A formação forneceu uma riqueza de fósseis de diferentes grupos: mamíferos primitivos, vários gêneros de dinossauros, crocodiliformes, anfíbios, peixes, invertebrados e flora. Mais de 250 toneladas de material foram enviadas para a Alemanha durante escavações no início do século XX. A fauna de Tendaguru é semelhante à da Formação Morrison, no centro-oeste dos Estados Unidos, com uma fauna marinha intercalar adicional não presente em Morrison.

## Descrição

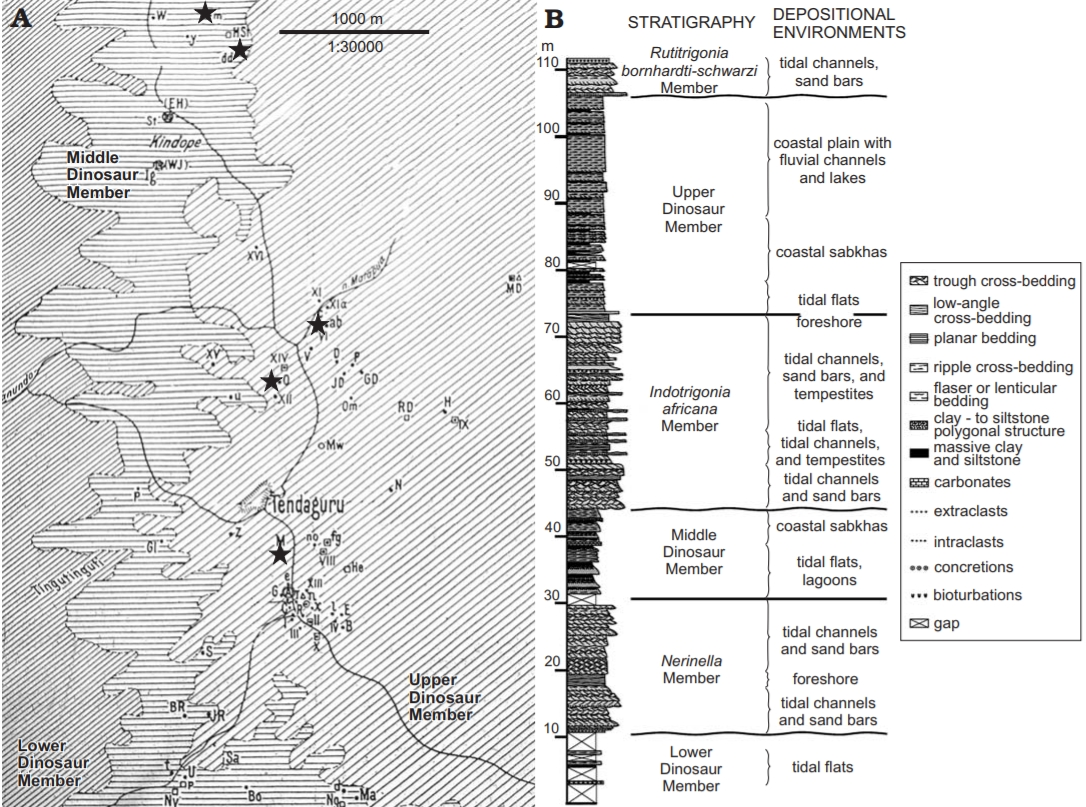
Mapa e coluna estratigráfica da Formação Tendaguru

A Formação Tendaguru representa a unidade sedimentar mais antiga da Bacia de Mandawa, sobrepondo-se diretamente ao embasamento neoproterozoico, constituído por gnaisse. O contato contém um grande hiato, uma sequência estratigráfica ausente, abrangendo o Paleozoico, o Triássico e o Jurássico Inferior. A formação é sobreposta de forma discordante por sedimentos do Cretáceo Inferior tardio da Formação Makonde, que forma o topo de vários planaltos: Namunda, Rondo, Noto e Likonde-Kitale.
Com base em extensas observações geológicas e paleontológicas, os "Tendaguruschichten" (Camadas Tendaguru) foram definidos por Werner Janensch, como líder da expedição, e por Edwin Hennig, em 1914, referindo-se a uma sequência de estratos do Jurássico Superior ao Cretáceo Inferior, expostos na área de Tendaguru, que recebeu o nome da Colina Tendaguru.

### Estratigrafia
Tendaguru é dividida em seis membros, que representam diferentes ambientes deposicionais, com os "Leitos de Dinossauros" representando fácies terrestres, enquanto os leitos com nomes de gêneros/espécies representam leitos marinhos intercalados com fácies marinhas rasas a lagunares. Em ordem crescente, são eles: o Membro Inferior dos Dinossauros, o Membro Nerinella, o Membro Médio dos Dinossauros, o Membro Indotrigonia africana, o Membro Superior dos Dinossauros e o Membro Rutitrigonia bornhardti-schwarzi.